# ST Magazine
 (décembre 2018).
ST Magazine était un magazine informatique français spécialisé dans l'actualité matériel et logiciel de la famille d'ordinateur personnel Atari ST. Il est inauguré en septembre 1985. Publié par l'éditeur de presse Pressimage jusqu'en 1996, il a été repris par La Terre du Milieu et sa parution originelle a cessé en été 1998, après 127 numéros.

## Historique
ST Magazine est lancé en septembre 1985 à l'occasion du SICOB. Le magazine est publié par le nouvel éditeur Pressimage créé pour l'occasion. 
Godefroy Guidicelli, directeur de la publication du magazine, parie sur l'engouement du nouveau micro-ordinateur Atari ST qui s'annonce comme une révolution pour le grand public. La diffusion du magazine reste encore confidentielle.
En octobre 1986, pour fêter son année d'existence, le magazine passe en parution mensuelle et commence sa diffusion dans les kiosques de presse.
En décembre 1986, Laurent Voulzy fait la une du magazine pour un numéro spécial musique. Le magazine réalise le test du tout nouveau logiciel musical Pro 24 de chez Steinberg qui deviendra le premier logiciel best-seller de la MAO.
En janvier 1987, consolidée par les bonnes ventes de l'Atari ST dans l'hexagone, Atari France lance une première version de son magazine officiel intitulé Atari Magazine. Il devient par la même occasion un nouveau concurrent pour ST Magazine.
En novembre 1989, ST Magazine s'ouvre pour une quinzaine de numéros vers les autres standards informatiques comme l'Amiga, le Macintosh ou le PC. Cette ouverture permet de justifier une ligne éditoriale plus généraliste permettant de bénéficier des agréments de la commission paritaire.
En juin 1991, ST Magazine lance une nouvelle formule renforçant la place de l'Amiga dans ses pages. Les réactions des lecteurs sont vives et la rédaction rebrousse chemin assez rapidement en se consacrant exclusivement aux machines Atari.
Novembre 1991, pour le numéro 56, ST Magazine est diffusé pour la première fois avec une disquette regroupant divers logiciels gratuits couvrant tous les domaines d'utilisation. Les fichiers sont compressés pour optimiser l'espace de stockage sur la disquette.
Fin 1993, Atari lance aux États-Unis sa nouvelle console de jeu vidéo Jaguar basée sur une technologie 64 bits. Le magazine informatique traitera régulièrement l'actualité de cette machine mais aussi plus occasionnellement celle de la console portative Lynx.
Novembre 1994, la rédaction de ST Magazine ose quelques pages pour orienter les utilisateurs vers les micro-ordinateurs Macintosh et Compatibles PC. De son côté, la firme Atari n'a pas sorti de nouvel ordinateur depuis plusieurs mois et semble de se recentrer sur les jeux-vidéo avec sa console Jaguar. En coulisse, l'éditeur Pressimage désire arrêter le magazine face aux peu de nouveautés informatiques en provenance de la firme américaine.
En décembre 1994, le lectorat réagit une nouvelle fois à la suite du numéro précédent incitant les usagers à délaisser les machines Atari. Au sein de la rédaction, le journaliste Godefroy de Maupeou, professionnel convaincu du monde Atari, persuade Pressimage de lui céder la rédaction en chef du magazine. Il argumente que l’environnement professionnel français consacré au monde Atari ne résistera pas à l’arrêt du magazine. 
En janvier 1995, la réalisation du magazine n'est plus effectuée dans les locaux parisiens de Pressimage. Le magazine devient pour la première fois intégralement réalisé avec le logiciel Calamus sur compatibles Atari.
En janvier 1996, ST Magazine est définitivement racheté par la société Terre du Milieu fondée par Godefroy de Maupeou. En marge du magazine, la société devient éditeur logiciel et organise des salons sur Paris consacrés à l'univers Atari qui rencontrent toujours un succès de fréquentation.
Janvier 1997, ST Magazine publie un plaidoyer de Don Thomas sur le devenir de la firme Atari. On apprend que le pionnier du jeu vidéo et acteur informatique depuis ces dernières années vient de cesser ses activités aux États-Unis. Malgré l'onde de choc, ST Magazine se rassure en argumentant que le monde Atari continuait déjà à vivre ces dernières années via des clones compatibles sans le soutien d'Atari.
À cette période et malgré la baisse des tirages, ST Magazine conserve un noyau solide de lecteurs lui permettant de subsister. Il se retrouve pourtant confronté aux aléas inhérents des petites structures de presse comme les mouvements de grèves ou les retards fournisseurs. De plus, le magazine ne cesse de se battre avec la commission paritaire pour prouver qu'il n'est pas un «catalogue Atari». Finalement, le magazine sera contraint d'augmenter son tarif pour continuer à rentrer dans ses frais.
Durant l'année 1997, un nouveau magazine concurrent intitulé StraTOS débarque dans les kiosques à journaux. Cette parution consacrée principalement aux machines Atari est ambitieuse car accompagnée d'un CD ROM Multimédia. L'arrivée de ce nouveau concurrent contribuera à mettre en péril la survie de ST Magazine.
À l'été 1998, la France entière retient son souffle puis triomphe lors de la Coupe du monde de football de 1998. Pendant ce temps, le numéro 128 alors en préparation ne verra finalement jamais le jour faute de trésorerie suffisante. 
Le numéro 127 restera encore de longues semaines chez les marchands de journaux en attendant un hypothétique successeur.
Une partie du lectorat de ST Magazine se redirigera vers le magazine Dream qui s'ouvre alors aux plate-formes informatiques alternatives autres que l'Amiga.
En 2003, le dernier rédacteur en chef de ST Mag (Godefroy de Maupeou) a souhaité qu'un fanzine (AtTOS édité depuis 2001) reprenne le nom ST Mag,.
Le 30 mai 2015, durant la demoparty "VIP 2015" (à Thoissey), le dernier rédacteur en chef est longuement interviewé, cette interview audio est rediffusée sur la webradio française "Libre@Toi".

## Contenu
ST Magazine contenait des articles allant généralement plus loin que les besoins de l'utilisateur final, des articles permettaient par exemple de hacker les ordinateurs Atari ST (ex. : montages électroniques).
Exemples d'articles extraordinaires pour un magazine d'informatique généraliste :
- « Programmer un serveur Minitel » (1995, à partir de son ordinateur)[5] ;
- « Les Protocoles Réseau » (1995, initiation aux protocoles réseau et introduction à TCP/IP « Le protocole du futur »)[6] ;
- Montage d'un composant électronique Blitter sur un ordinateur n'en disposant pas[7] (1989) ;
- « BOOSTER020 UN 68020 POUR ST » : détaille comment monter une carte électronique permettant de remplacer le processeur d'origine Motorola 68000 par un Motorola 68020 (1992)[8].

## Rédaction

### Rédacteurs en chef
- Godefroy Giudicelli
- Michel Desangles
- François Gabert (nos 18-52)
- Jacques Caron (nos 53-64)
- Jean-Christophe Wiart (nos 65-69)
- Thomas Conté (nos 70-74)
- Stéphane Viossat (nos 75-90)
- Godefroy de Maupeou (nos 91-127)[9]

### Illustrateurs
- Bruno Bellamy

### Journalistes et Pigistes
- Christophe Bonnet
- Loïc Duval
- Sébastien Enselme
- Daniel Fournier
- Laurent Katz
- Frank Ladoire
- Stéphane Lavoisard
- Mic Dax
- Sébastien Mougey
- François Pagès
- François Paupert

## Concurrents
Ses concurrents directs furent :
- francophones : Atari mag (magazine officiel d'Atari), 1ST (ou Atari ST First), STart Micro Magazine et Gen4.
- anglophones : ST Format, ST/Amiga Format (en), STart.
- germanophones : ST-Computer (de), ST Magazin (de)